# Asociación Española de Nomenclatura, Taxonomía y Diagnóstico de Enfermería
La Asociación Española de Nomenclatura, Taxonomía y Diagnóstico de Enfermería (AENTDE), es una sociedad científica española sin ánimo de lucro, que se dio a conocer en el I Simposium Internacional de Diagnósticos de Enfermería de Barcelona en mayo de 1996, con la idea de agrupar a todos los enfermeros interesados en estudiar y trabajar por un lenguaje común entre los profesionales de Enfermería.
Es una asociación científica, de carácter profesional, que nació con voluntad integradora y agrupa a más de 400 enfermeros, que trabajan con el diagnóstico de enfermería independientemente del sistema de clasificación que utilicen.
Se constituye con el propósito de organizar y fomentar el conocimiento y la utilización de las nomenclaturas de enfermería, como contribución específica al desarrollo del rol propio y de la ciencia, en beneficio de la salud de los ciudadanos y de los miembros de la asociación.

## Objetivos
- Contribuir al desarrollo de una terminología enfermera, que cualifique las aportaciones que los enfermeros realizan a la salud de la población.

- Fomentar y promover entre los enfermeros profesionales, el conocimiento y la utilización de los diagnósticos, intervenciones y resultado enfermeros.

- Colaborar con las organizaciones nacionales e internacionales para promover el intercambio y la investigación sobre diagnósticos, intervenciones y resultados enfermeros.

## Logros
Entre los logros obtenidos por esta sociedad científica se encuentran:
- Haber puesto a disposición de la comunidad de enfermeros españoles y lengua hispana los últimos avances en metodología de nomenclaturas y cuidados enfermeros.
- Haber hecho confluir en un mismo foro a enfermeros asistenciales, docentes, gestores e investigadores permitiendo superar la distancia entre teoría y práctica.

## Vínculos
- Página oficial de la AENTDE